# چوخا تالاواری

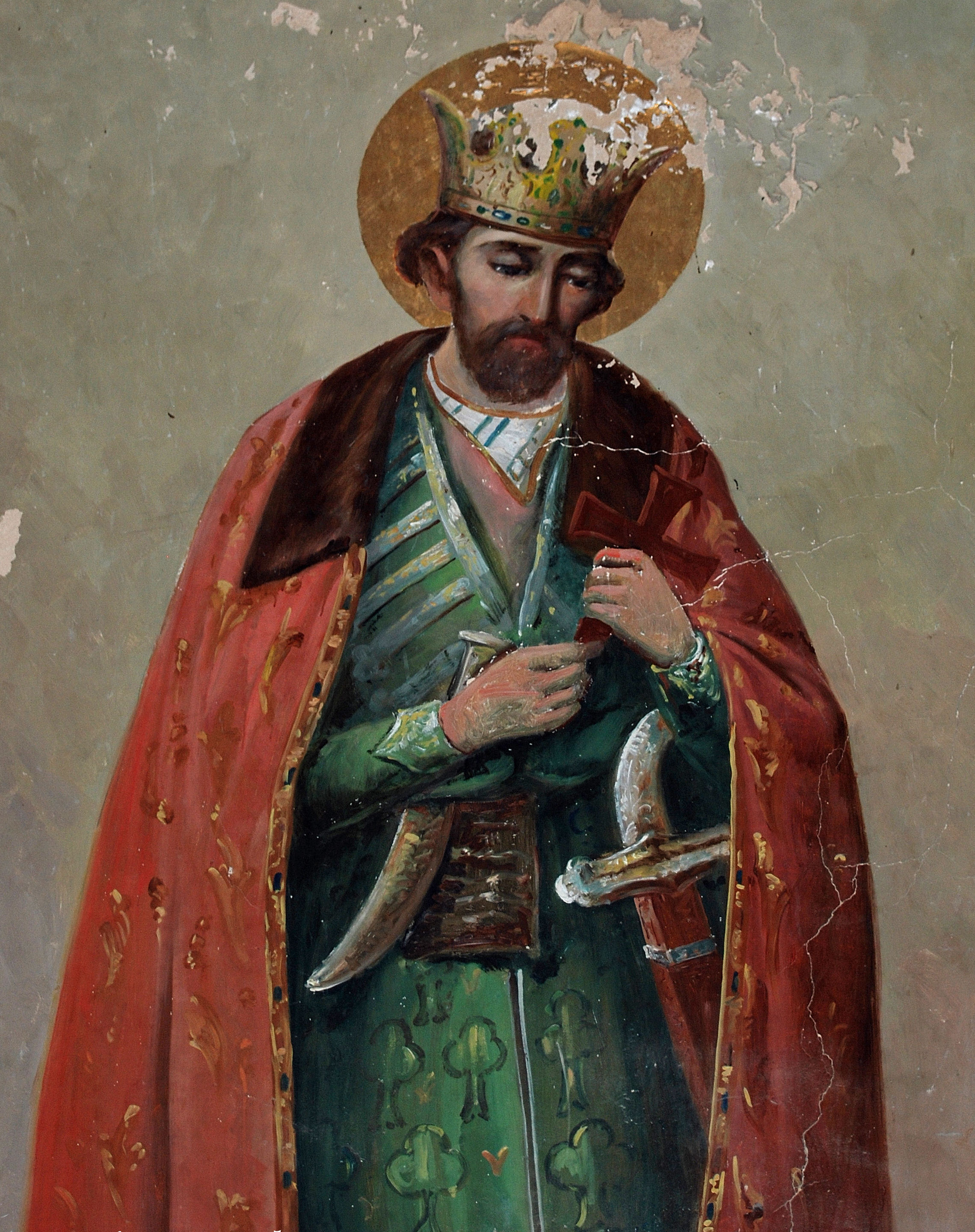
پادشاه گرجی لهراسب دوم در تالاواری.

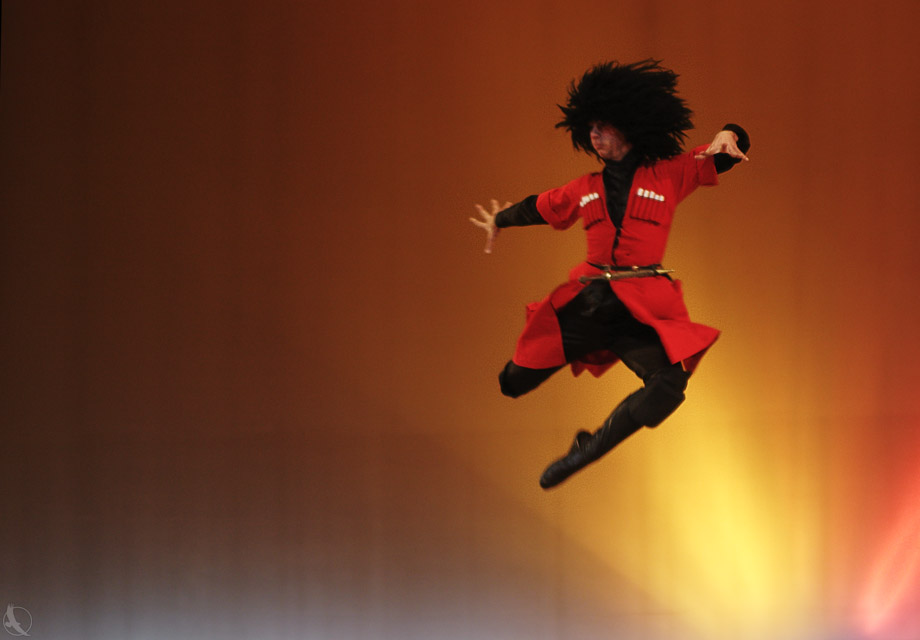
یک مرد گرجی درحال رقص با چوخا

چُوخا تالاواری (به گرجی: ჩოხა ტალავარი)، (به ارمنی: չոխա)، (به ترکی آذربایجانی: çuxa)، (به روسی: черкеска) قسمتی از لباس محلی مردانه مرسوم بین مردمان قفقاز است.
به‌طور کلی تجهیزات چوخا شامل: پیراهن ارخالق، کلاه خزدار، کمربند چرمی، حمایل، فشنگ و خنجر می‌باشد.

## تاریخچه

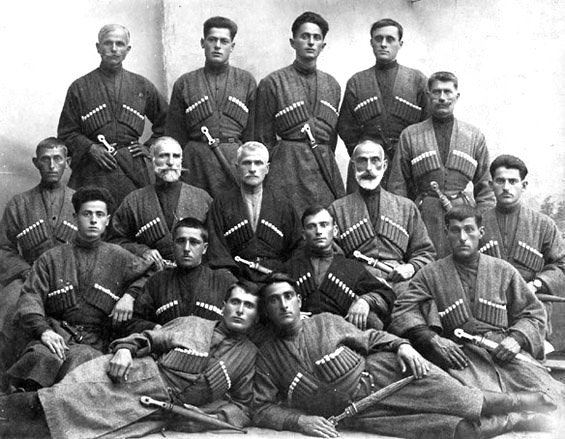
مردم گرجی با چوخای کارتل-کاختی

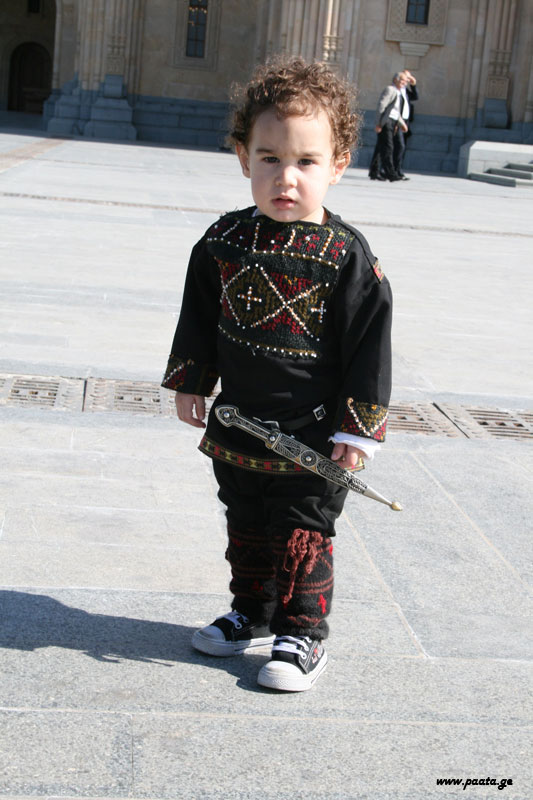
کودک گرجی با چوخای خِوسوری

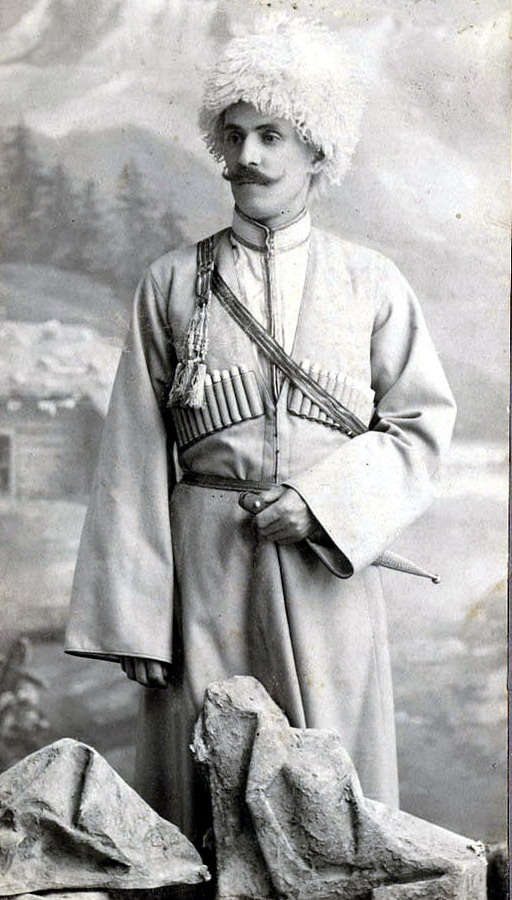
مرد گرجی با چوخای مشترک قفقاز

از سدهٔ نهم میلادی تا حملهٔ ارتش سرخ شوروی به گرجستان در سال ۱۹۲۱ میلادی، چوخا مورد استفاده گسترده گرجی‌ها قرار داشت. تمایل گرجی‌ها به چوخا هنوز ادامه دارد و آن‌ها چوخا را به عنوان یکی از میراث فرهنگی خود به حساب می‌آورند که از قدیم‌الأیام تاکنون پابرجا مانده‌است.
چوخا در واقع یک معرف از غرور ملی مردم گرجی بوده و لباسی که بیش از هزار سال است بر تن گرجی‌ها خود نمایی می‌کند.
فرانسه ممکن است با کلاه بره و اسپانیا با روسری مانتیلا شناخته شده باشند و بسیار کم هستند ملت‌هایی که لباس سنتی آن‌ها به اندازهٔ چوخا، غرور ملی شان را به فرهنگ شان پیوند بزند.
تقریباً در تمام خانه‌های گرجی تصاویری قاب شده از اجدادشان ملبس به چوخا بر روی دیوار خانه نصب شده‌است.
در گرجستان، چوخای مشکی به عنوان نشان طبقهٔ فرهیختگان جامعه موسوم به طبقهٔ چوخائوسانیها به کار می‌رفت که چوخائوسانی‌ها شامل: سرداران ارتش، قهرمانان، شعرا و کسانی که خدمات بزرگی را برای کشور انجام داده بودند.
استفاده از چوخا در زمان برقرای اتحاد بین جمهوری‌های شوروی از سال ۱۹۲۱ تا ۱۹۷۱ میلادی کم رونق شده بود و نماد استقامتی بود که گرجی‌های تازه استقلال یافته از امپراتوری روسیهٔ تزاری در مقابل حملهٔ ارتش سرخ شوروی در سال ۱۹۲۱ از خود نشان دادند. و در زمان حال معرف تولد دوبارهٔ گرجستان است. کشوری که از فرهنگ منحصر به خود لذت می‌برد.
احیای چوخا هم‌زمان با احیای قدرت کلیسای ارتدکس گرجی، احیای رقص فولکلوریک گرجی و همچنین احیای رسم آوازخوانی دسته جمعی گرجی‌ها اتفاق افتاده است.
میخیل ساآکاشویلی رئیس‌جمهور قبلی گرجستان، به کارمندان عالی رتبهٔ دولت که خارج از گرجستان فعالیت داشتند، دستور داده بود که با لباس‌های سنتی ملی گرجستان در جلسات رسمی حاضر شوند. بر طبق این دستور، در قرن ۲۱ و در قلب مدرنیتهٔ اروپایی، بین خانم‌ها و آقایانی که ملبس به لباس‌های یکدست کلاسیک و فانتزی بودند، صحنه‌ای تعجب‌برانگیز از حضور اشخاصی با چوخا، یک لباس سنتی همراه با حمایل روی سینه و خنجر روی کمربند به وجود می‌آمد.

## نام
دهخدا در لغتنامه خود در ارتباط با چوخا مینویسد
در ترکی «چوغا» جامه پوستین است، ومعرب آن «جوخ » است
چوخا در اصل از نواحی کوهستانی قفقاز جنوبی در گرجستان نشأت گرفته‌است، اما کلمهٔ چوخا در زبان گرجی نیست و ریشهٔ فارسی دارد  و در واقع در میان گرجی‌ها با نام تالاواری شناخته می‌شده‌است که هنگام استیلای ایرانیان در قفقاز و گسترش روابط بین ایران و گرجستان، ایرانی‌ها لباس ملی گرجی‌ها را چوخا می‌نامیدند. امروزه نیز بسیاری از مردم آن را با نام چوخا می‌شناسند.
روس‌هایی که به قفقاز و چرکسیا آمدند، چوخا را چرکسکا (به معنای لباس چرکسیایی) نامیدند و کازاک‌ها نیز آن را به عنوان لباس ملی خود اتخاذ کرده‌اند. چوخا در زبان چرکسیایی با نام‌های شواخ تسیا (به معنای لباس سوارکار)، تسیا (به معنای پارچه‌ای) و همچنین فاشا (به معنای زیباکننده) شناخته می‌شود.

## انواع چوخا
چوخا از پارچه‌های ضخیم دوخته می‌شود و به این چهار نوع تقسیم می‌شود.
1. چوخای کارتل-کاختی: مربوط به گرجی‌های شرق گرجستان شامل ایالت‌های کارتلی و کاختی می‌شود. چوخای کارتل-کاختی برش‌های مثلثی شکلی بر روی قفسه سینه دارد که پیراهن زیرین آن یعنی ارخالق را نمایان می‌کند. حمایلی را در دو طرف قفسه سینه دارد که با فشنگ پر می‌شود. قسمت‌های پائینی آن چاک‌هایی به طرفین دارند. آستین‌های بلند و رنگ‌های مشکی، آبی و قرمز نیز از دیگر ویژگی‌های آن است.
2. چوخای خِوسوری: مربوط به گرجی‌های خوسورتی و بوده و بیشتر در ایالت‌های متسختا-متیانتی، ایمرتی و سامگرلو دیده می‌شود. کمی کوتاه‌تر از چوخای کارتل-کاختی بوده و تزئینات بیشتری را نسبت به دیگر چوخاها داراست. صاحب نظران چوخای خوسوری را نزدیکترین مدل چوخاهای امروزی به چوخای قرون وسطی می‌دانند.
3. چوخای آجاریایی: مربوط به گرجی‌های ایالت‌های غربی گرجستان مثل آجاریا و گوریا و همچنین مورد استفادهٔ گرجی‌های لازیکا قرار دارد که امروزه در مرزهای کشور ترکیه قرار دارد.
4. چوخای مشترک قفقاز: چوخایی است که اکثر مردم قفقاز از آن استفاده می‌کنند. شبیه به چوخای کارتل-کاختی است با این تفاوت که کمی از آن بلند تر است و رنگ آن نیز بیشتر مشکی، خاکستری، سفید، آبی، قرمز و قهوه‌ای است.

در بین مردم آذربایجان، چوخا بخشی از وسایل آداب و رسوم موسیقی مقامی آذربایجان محسوب می‌شود و میزان سن هر شخص تعیین‌کنندهٔ رنگ چوخایی است که او باید بپوشد.

## نگارخانه

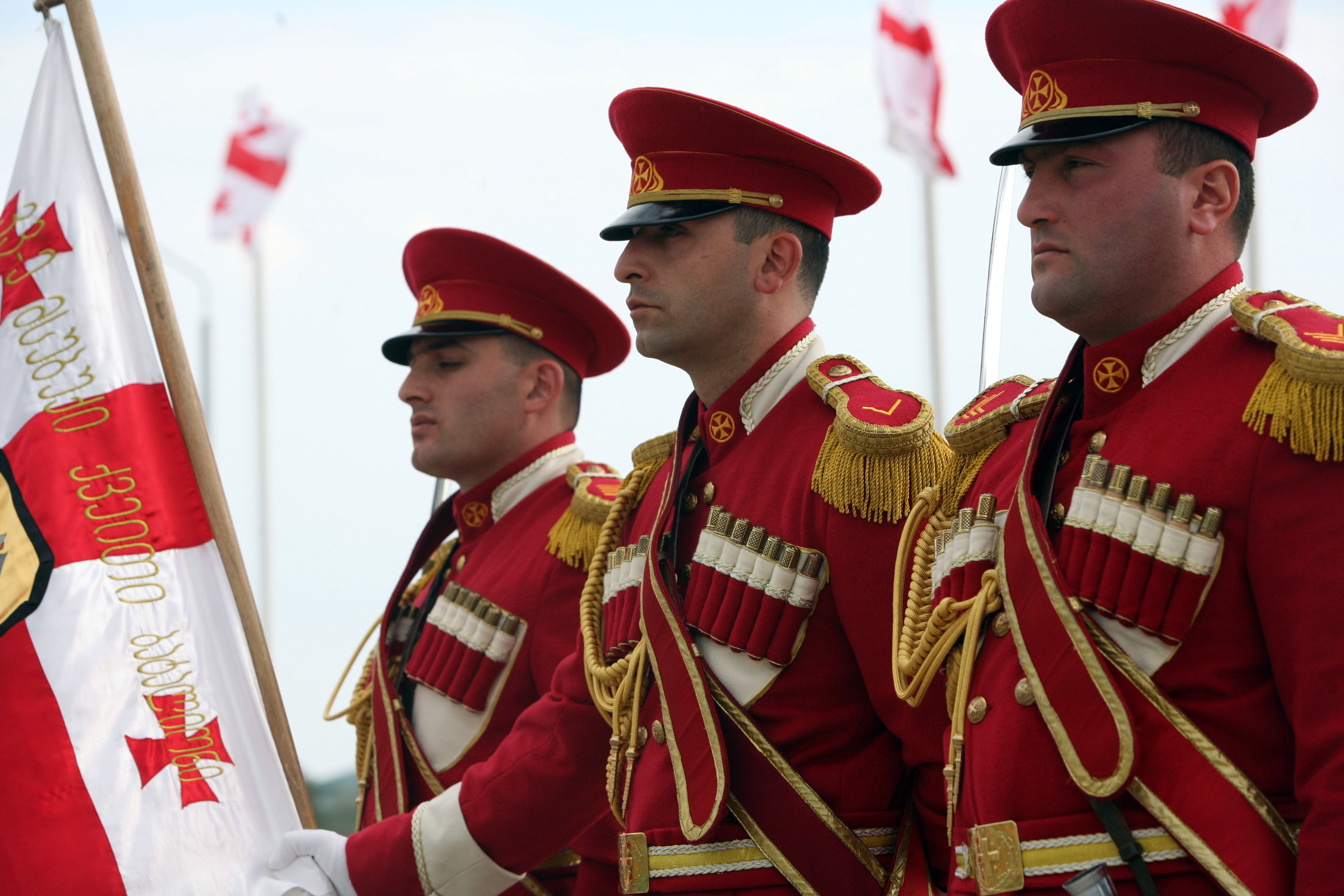
سربازان گرجی با چوخا

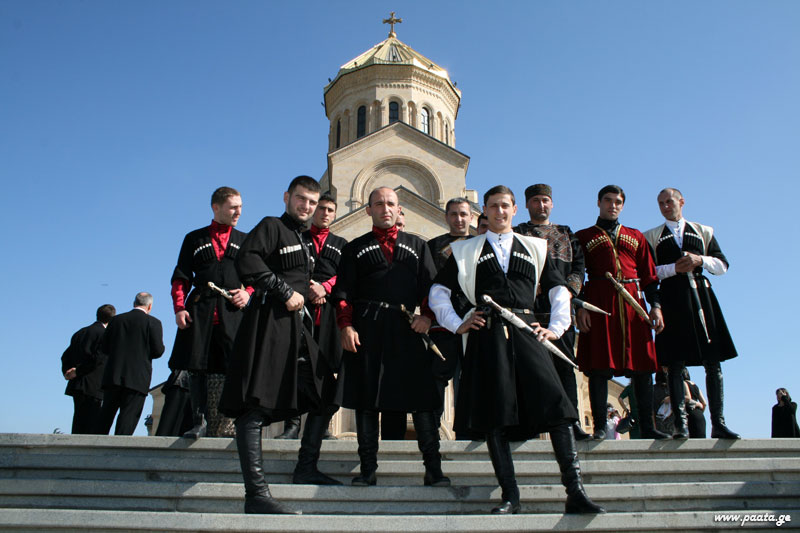
گرجی‌ها با چوخا در مراسم عروسی در کلیسای سامبا، تفلیس
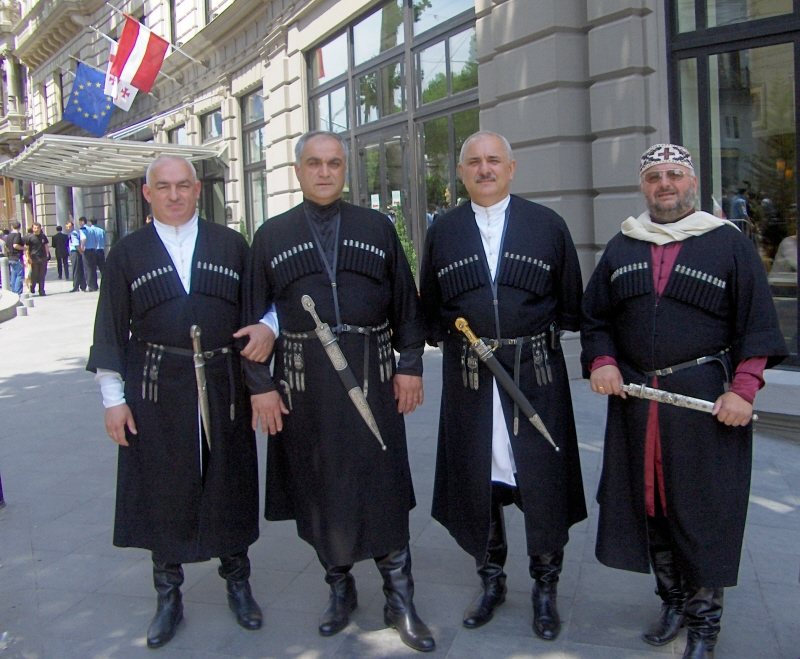
گرجی‌ها با چوخا در خیابانی در تفلیس
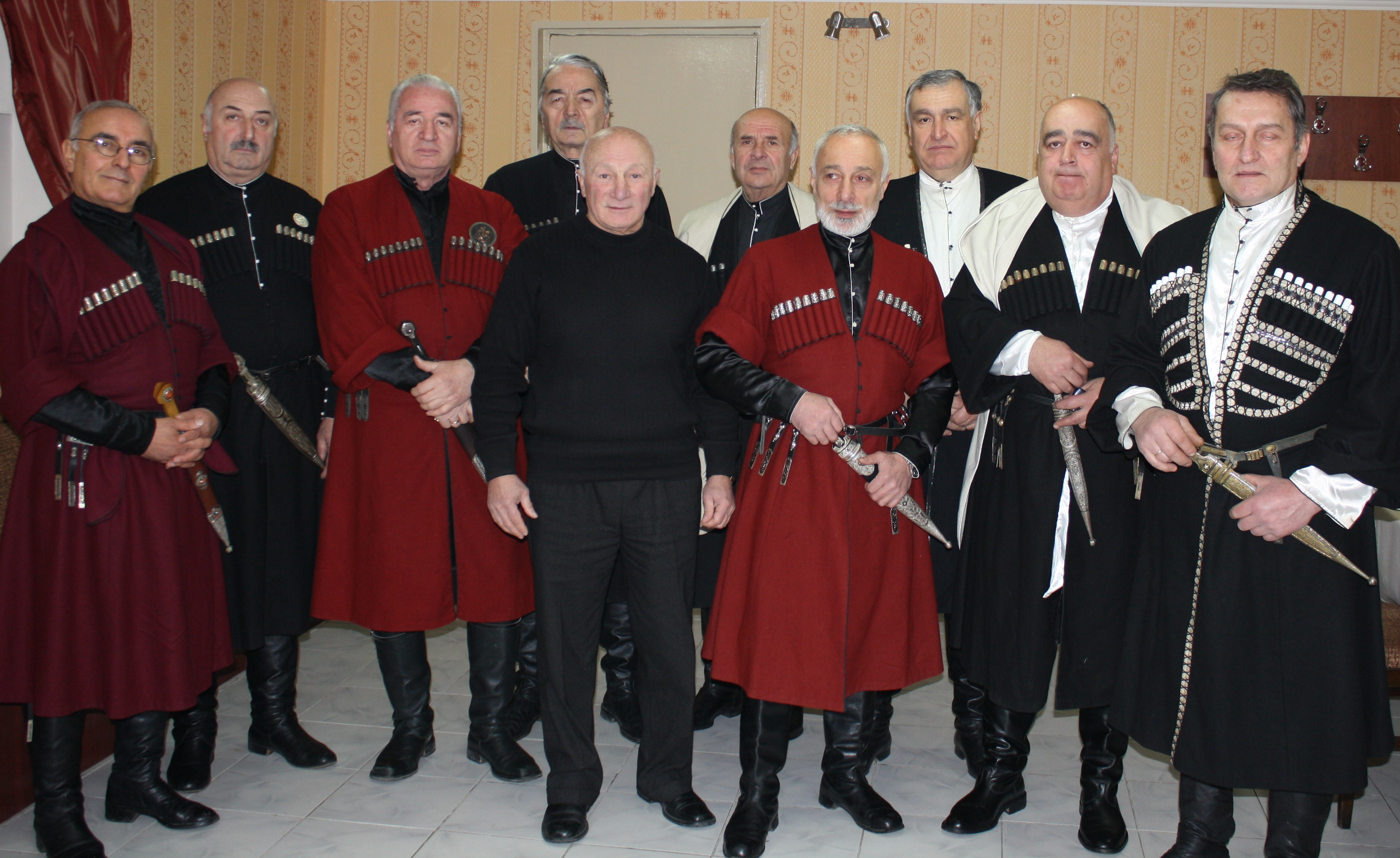
گرجی‌ها با چوخا
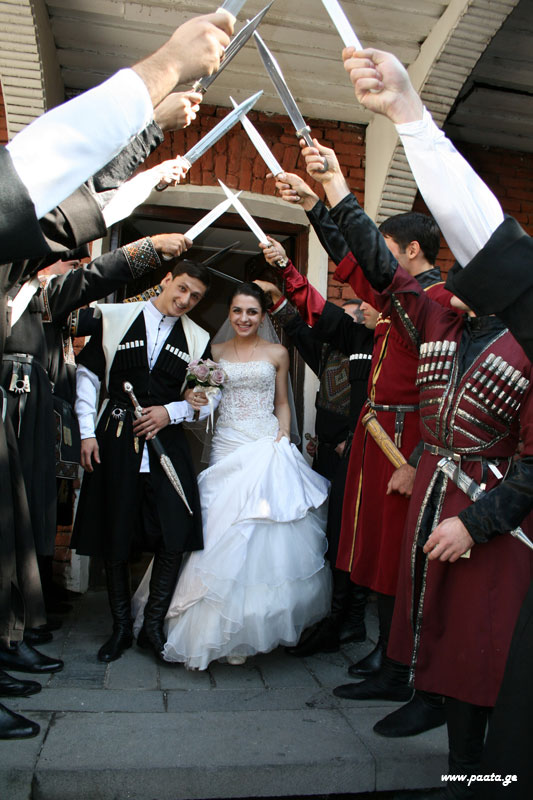
گرجی‌ها با چوخا در مراسم عروسی
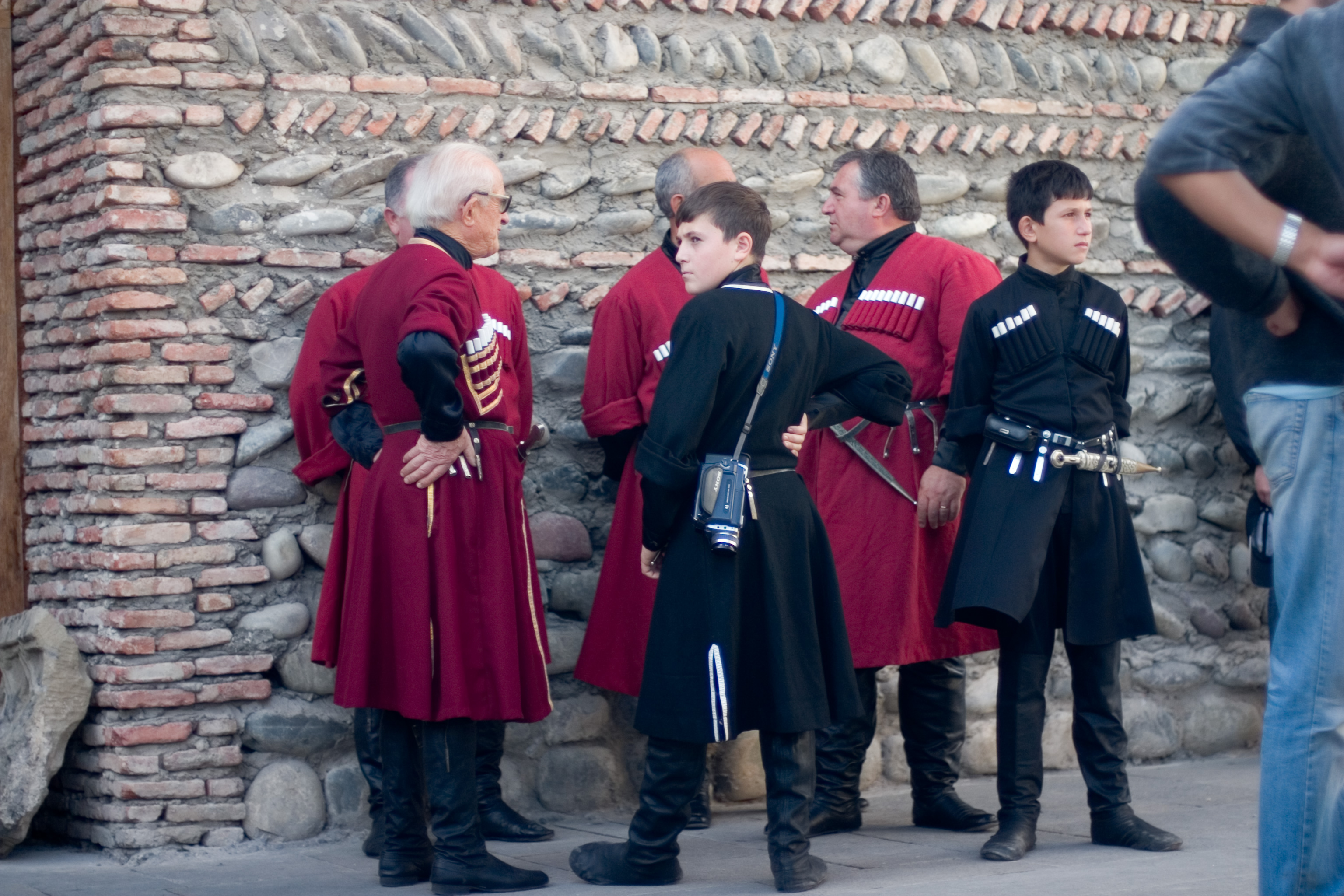
گرجی‌های متسختا با چوخا
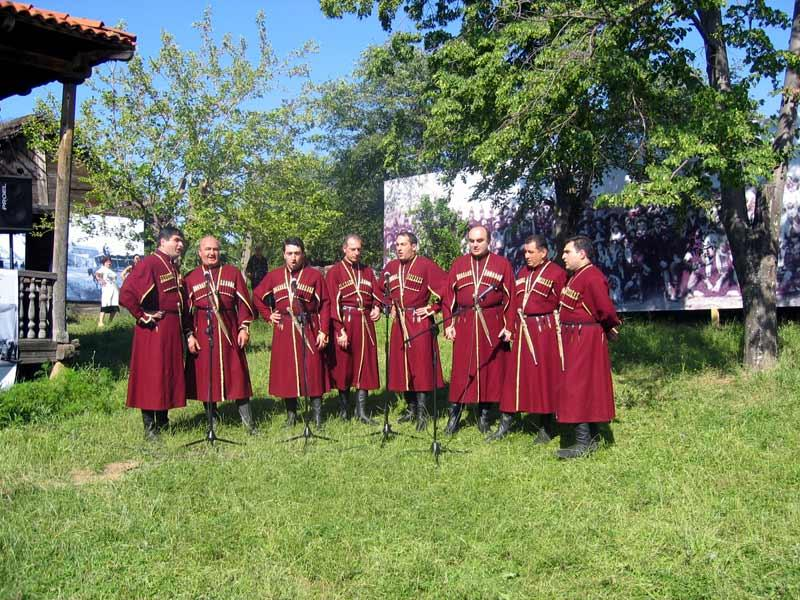
گروه موسیقی گرجی‌ با چوخا
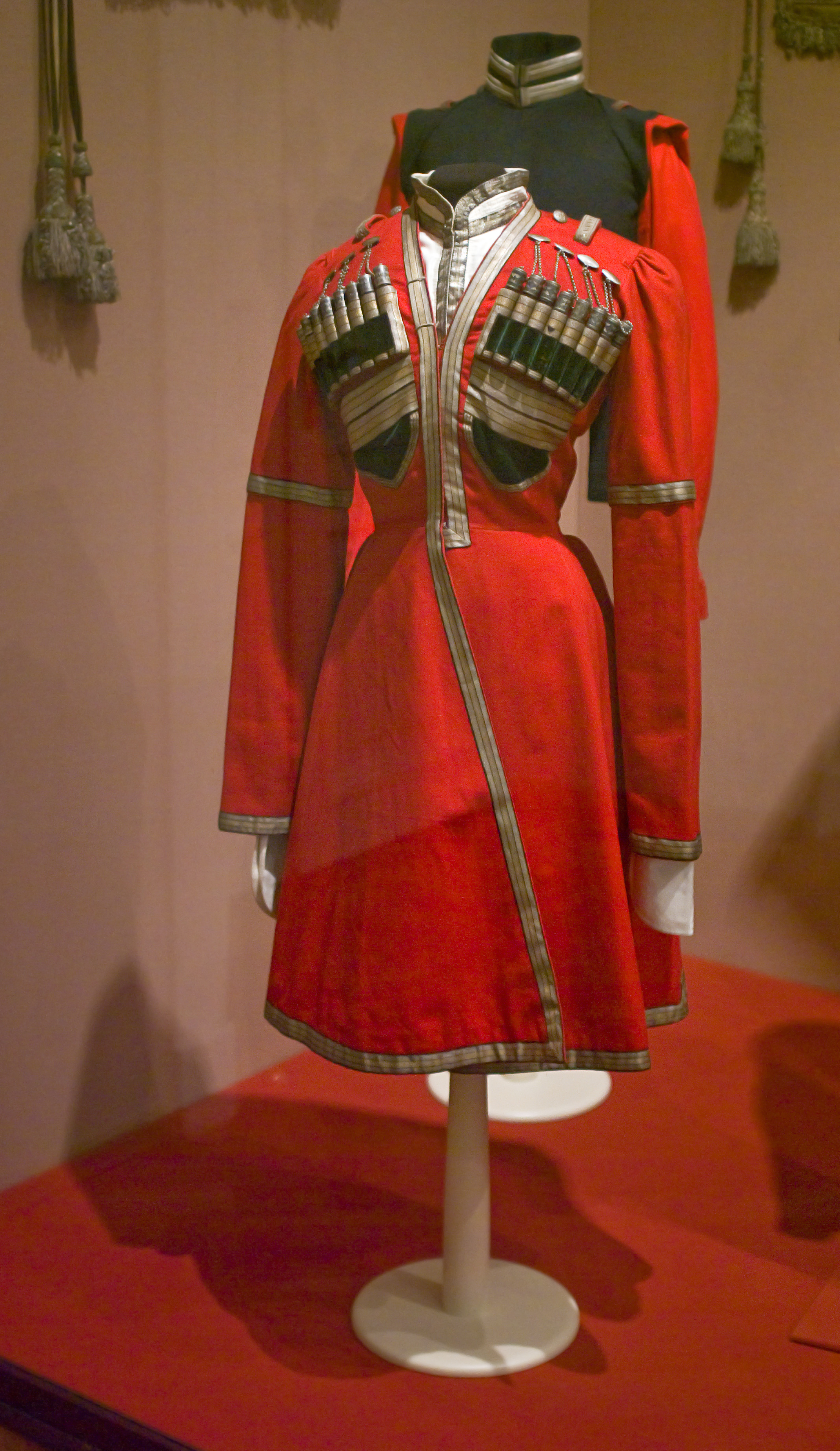
چوخا